# Вільям Генрі Шорт
Вільям Генрі Шорт VC (4 лютого 1884 — 6 серпня 1916) — англійський кавалер Хреста Вікторії, найвищої та найпрестижнішої нагороди за доблесть перед обличчям ворога, якою можуть бути нагороджені сили Великої Британії та Співдружності націй.
Шорт був з Естон, Мідлсбро. До війни він був сталеваром, працюючи кранівником на сталеливарному заводі в Естоні. Він також був популярним місцевим футболістом, граючи за Гранджтаун Альбіон, Солтберн і Лазенбі Юнайтед.
Шорт вступив до армії у вересні 1914 року, незабаром після початку Першої світової війни, і вирушив до Франції в серпні 1915 року. Він був 31-річним рядовим 8-го батальйону Йоркширського полку (Грін Ховардс), коли 6 серпня 1916 року в Мюнстер-Аллеї, Контальмезон, Франція, під час битви на Соммі відбувся наступний подвиг, за який він був нагороджений VC:
|  | За найвидатнішу хоробрість. Він був першим в атаці, з великою доблестю бомбардуючи ворога, коли був важко поранений у ногу. Його вмовляли повернутися, але він відмовився і продовжував кидати бомби. Пізніше його нога була роздроблена снарядом, і він не міг стояти, тому він лежав у траншеї, регулюючи детонатори та випрямляючи шпильки бомб для своїх товаришів. Він помер, перш ніж його змогли винести з траншеї. Протягом останніх одинадцяти місяців він завжди зголошувався на небезпечні підприємства і завжди подавав чудовий приклад хоробрості та відданості обов'язку. |

Шорт був похований на цвинтарі замку Контальмезон, Франція. Напис на надгробку: В БЕЗПЕЦІ З ІСУСОМ НІКОЛИ НЕ ЗАБУТИЙ МАТІР'Ю БАТЬКОМ БРАТАМИ І СЕСТРАМИ ПОКИ МИ НЕ ЗУСТРІНЕМОСЯ ЗНОВУ.
Його Хрест Вікторії виставлений у музеї Грін Ховардс, Річмонд, Північний Йоркшир, Англія. Його сталевий шолом є частиною колекції Імперський воєнний музей.

Надгробний камінь і меморіал
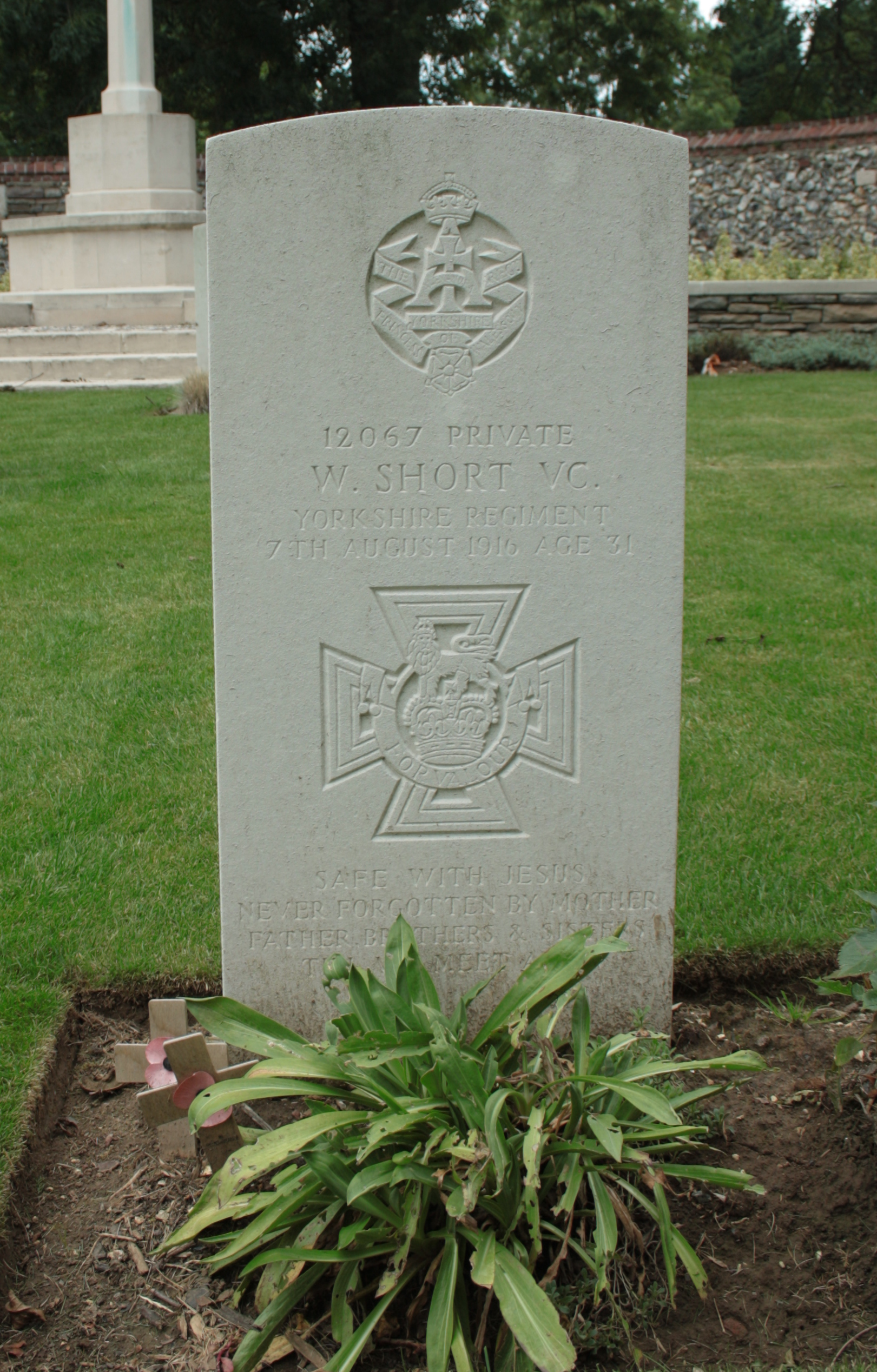
Надгробний камінь Шорта
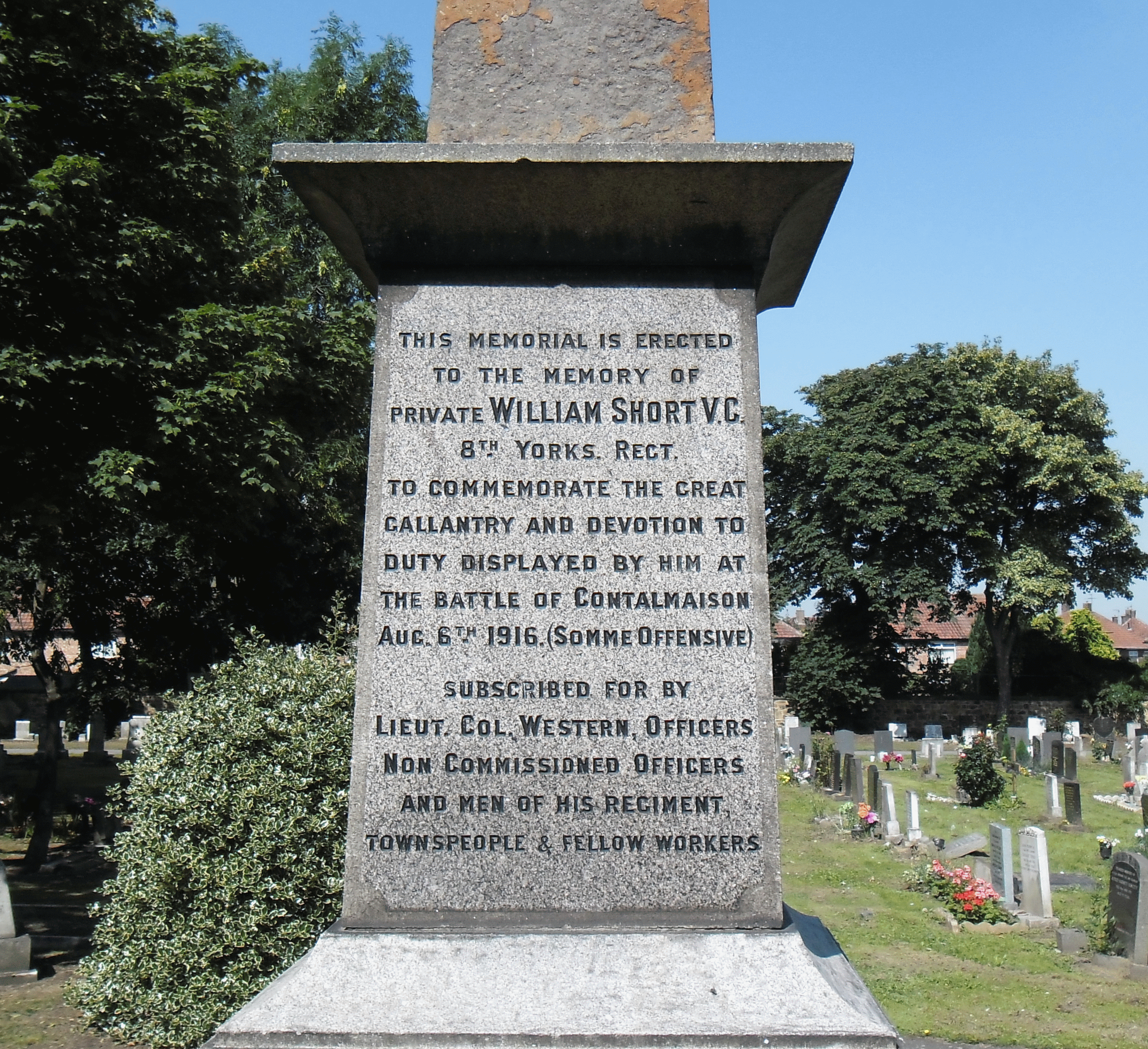
Пам'ятник Шорта, цвинтар Естон